# Cerbaña
Cerbaña (oficialmente San Salvador de Cervaña) es una parroquia española del municipio pontevedrés de Silleda, en la comunidad autónoma de Galicia.

## Toponimia
La parroquia puede aparecer referida con las grafías «Cerbaña» y «Cervaña».

## Historia
Hacia mediados del siglo XIX, la parroquia tenía contabilizada una población de 160 habitantes. Aparece descrita en el sexto volumen del Diccionario geográfico-estadístico-histórico de España y sus posesiones de Ultramar de Pascual Madoz con las siguientes palabras:

CERBAÑA (San Salvador de): felig. en la prov. de Pontevedra (9 leg.), part. jud. de Lalin (2), dióc. de Lugo (12), ayunt. de Chapa (1/2): sit. en una encañada formada por el r. de Moalde. Le combaten todos los vientos, y goza de clima bastante sano. Tiene 33 casas repartidas en el l. de su nombre, y en los de Alfomiños, Requijo y Requenga. La igl. parr. bajo la advocacion de San Salvador, está serivda por un cura de segundo ascenso y patronato laical; y tiene por aneja la de San Miguel de Lamela. Confina el térm. con la de dcha aneja, y la felig. de Moalde; de cuyos montes baja el r. del mismo nombre, el cual despues de bañar varios l., inclusos los de esta parr., confluye en el r. Deza. El terreno participa de monte y llano. Los caminos son de pueblo á pueblo y en regular estado; el correo se recibe por la cap. del ayunt. prod.: trigo, centeno, maiz, castañas, lino, patatas, hortaliza, frutas y pastos, con los que sostiene ganado vacuno, lanar y cabrio; hay caza y pesca de varias clases. ind.: ademas de la agricola hay algunos molinos harineros. pobl.: 33 vec., 160 almas. contr.: con su ayunt. (V.)
(Madoz, 1847, p. 317)

En la actualidad, pertenece al municipio de Silleda. En 2022, tenía empadronados 102 habitantes.